# Frances Conroy

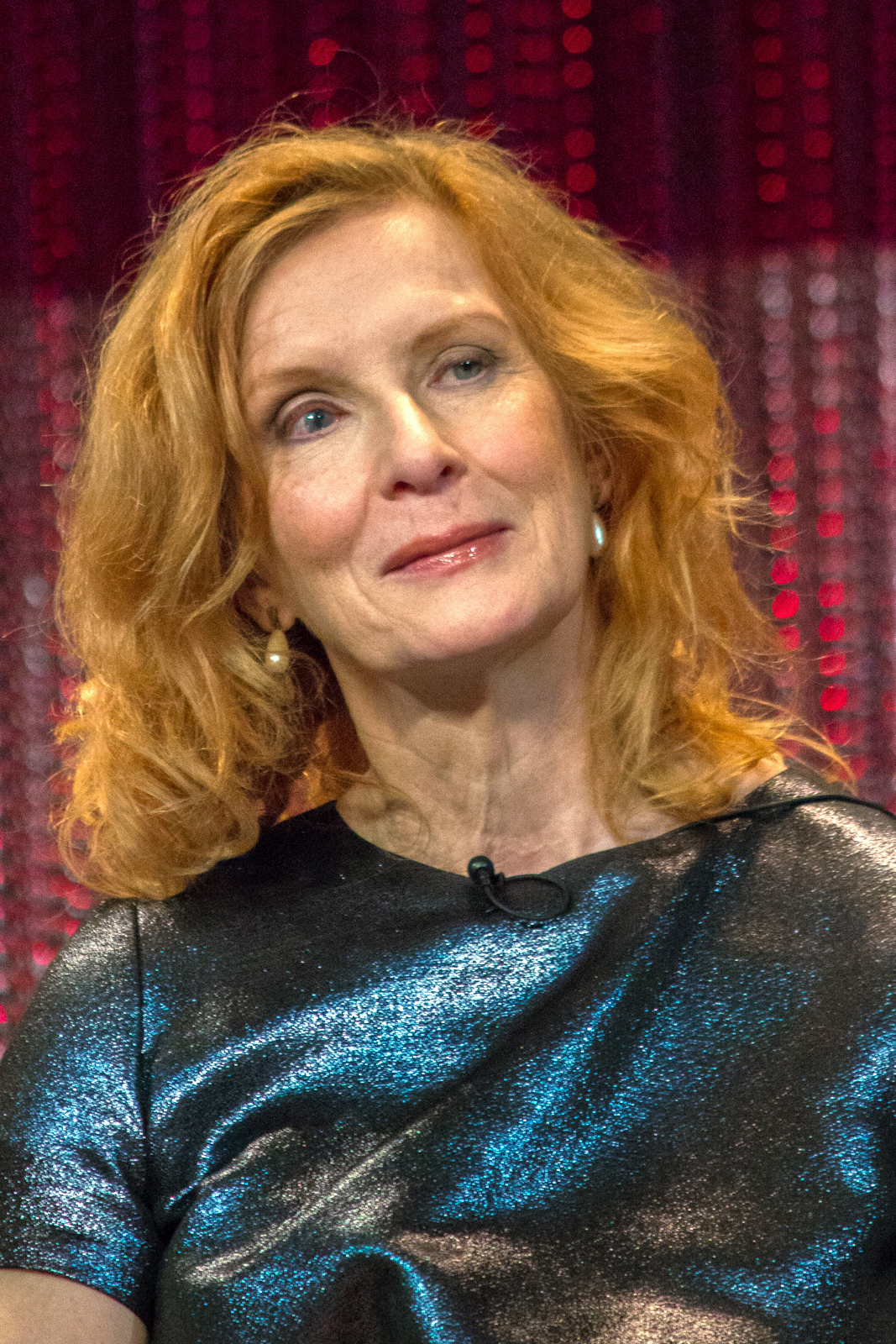
Frances Conroy (2014)

Frances Conroy (* 13. November 1953 in Monroe, Georgia) ist eine US-amerikanische Schauspielerin. Bekannt ist sie unter anderem für ihre Rolle der Ruth Fisher in der Fernsehserie Six Feet Under – Gestorben wird immer (2001–2005) und für ihre verschiedenen Rollen in American Horror Story (seit 2011).

## Leben
Neben einigen Auftritten in Kinofilmen wie Der Duft der Frauen und Schlaflos in Seattle ist Frances Conroy vor allem durch ihre preisgekrönte Darstellung der Ruth Fisher in der Fernsehserie Six Feet Under – Gestorben wird immer bekannt. Danach übernahm sie Rollen in Jim Jarmuschs Broken Flowers und in Aviator von Martin Scorsese.
Conroy ist neben ihrer Arbeit beim Film vornehmlich am Broadway aktiv. 2000 wurde sie für ihre Darbietung im Stück The Ride Down Mount Morgan für den Tony Award nominiert.

## Filmografie
- 1978: All's Well That Ends Well (Fernsehfilm)
- 1979: Manhattan
- 1979: Othello
- 1982: Die Romanze von Charles und Diana (The Royal Romance of Charles and Diana, Fernsehfilm)
- 1982, 1985: American Playhouse (Fernsehserie, 2 Episoden)
- 1983: Der Weg durch die Hölle (Jacobo Timerman: Prisoner Without a Name, Cell Without a Number, Fernsehfilm)
- 1983: Kennedy (Miniserie, 5 Episoden)
- 1984: 3-2-1 Kompass (3-2-1 Contact, Fernsehserie, Episode 3x15)
- 1984: Der Liebe verfallen (Falling in Love)
- 1986: Unbekannte Dimensionen (The Twilight Zone, Fernsehserie, Episode 1x22 Ein langes Gastspiel/Das Alphabet des Teufels/Die Bibliothek)
- 1986: Newhart (Fernsehserie, Episode 5x01)
- 1986: Polizeirevier Hill Street (Hill Street Blues, Fernsehserie, Episode 7x08)
- 1987: LBJ: The Early Years (Fernsehfilm)
- 1987: Remington Steele (Fernsehserie, Episode 5x03)
- 1987: Crime Story (Fernsehserie, Episode 1x17)
- 1987: Schweigende Stimmen (Amazing Grace and Chuck)
- 1988: Terrorist on Trial: The United States vs. Salim Ajami (Terrorist on Trial: The U. S. vs. Salim Ajami, Fernsehfilm)
- 1988: Rocket Gibraltar
- 1988: Eine andere Frau (Another Woman)
- 1988: Zwei hinreißend verdorbene Schurken (Dirty Rotten Scoundrels)
- 1989: Verbrechen und andere Kleinigkeiten (Crimes and Misdemeanors)
- 1989: Great Performances (Fernsehserie, eine Episode)
- 1990, 1999: Law & Order (Fernsehserie, 2 Episoden)
- 1991: Billy Bathgate
- 1992: Der Duft der Frauen (Scent of a Woman)
- 1993: Alex Haley's Queen (Miniserie, 2 Episoden)
- 1993: Die Abenteuer von Huck Finn (The Adventures of Huck Finn)
- 1993: Schlaflos in Seattle (Sleepless in Seattle)
- 1994: Der letzte Paß (One More Mountain, Fernsehfilm)
- 1994: Developing (Kurzfilm)
- 1995: Angela und der Engel (Angela)
- 1995: Die Neonbibel (The Neon Bible)
- 1995: Journey – Verlorene Erinnerungen (Journey, Fernsehfilm)
- 1996: Innocent Victims (Fernsehfilm)
- 1996: Hexenjagd (The Crucible)
- 1997: Crisis Center (Fernsehserie, Episode 1x01)
- 1998: Dangerous Kids – Highschool der Hoffnung (Thicker Than Blood, Fernsehfilm)
- 1998: Cosby (Fernsehserie, Episode 3x09)
- 1999: Murder in a Small Town (Fernsehfilm)
- 2000: Männer ohne Nerven (Stark Raving Mad, Fernsehserie, Episode 1x18)
- 2001–2005: Six Feet Under – Gestorben wird immer (Six Feet Under, Fernsehserie, 63 Episoden)
- 2002: Manhattan Love Story (Maid in Manhattan)
- 2003: Die, Mommie, Die!
- 2004: Catwoman
- 2004: Higglystadt Helden (Higglytown Heroes, Fernsehserie, Episode 1x04, Stimme)
- 2004: Aviator (The Aviator)
- 2005: Broken Flowers
- 2005: Shopgirl
- 2006: Ira & Abby (Ira and Abby)
- 2006: The Wicker Man
- 2006: Ein vollkommener Tag (A Perfect Day, Fernsehfilm)
- 2007: The Grand Design (Kurzfilm)
- 2007: Wintersonnenwende – Die Jagd nach den sechs Zeichen des Lichts (The Seeker)
- 2007–2008: Emergency Room – Die Notaufnahme (ER, Fernsehserie, 2 Episoden)
- 2008: Humboldt County
- 2008: Desperate Housewives (Fernsehserie, 3 Episoden)
- 2008: Despereaux – Der kleine Mäuseheld (The Tale of Despereaux, Stimme)
- 2009: Der Gestank des Erfolges (The Smell of Success)
- 2009: New in Town
- 2009: Stay Cool – Feuer & Flamme (Stay Cool)
- 2009: Love Happens
- 2009–2014: How I Met Your Mother (Fernsehserie, 9 Episoden)
- 2010: Nip/Tuck – Schönheit hat ihren Preis (Nip/Tuck, Fernsehserie, Episode 6x14)
- 2010: Bloodworth – Was ist Blut wert? (Bloodworth)
- 2010: Shelter
- 2010: Happy Town (Fernsehserie, 7 Episoden)
- 2010: Stone
- 2010: Grey’s Anatomy (Fernsehserie, Episode 7x04 Verrückt ist relativ)
- 2010: Waking Madison
- 2010–2013: Mission Scooby-Doo (Scooby-Doo! Mystery Incorporated, Fernsehserie, 15 Episoden, Stimme)
- 2011: All-Star Superman (Stimme)
- 2011: The Mentalist (Fernsehserie, Episode 3x18 Kleine graue Männchen)
- 2011: Love Bites (Fernsehserie, Episode 1x02)
- 2011: Taras Welten (United States of Tara, Fernsehserie, 2 Episoden)
- 2011: Tom & Jerry und der Zauberer von Oz (Tom and Jerry and the Wizard of Oz, Stimme)
- 2011: Bad Mom (Fernsehfilm)
- seit 2011: American Horror Story (Fernsehserie)
- 2012: Beautiful People (Fernsehfilm)
- 2013: Sequin Raze (Kurzfilm)
- 2013: Superman: Unbound (Stimme)
- 2013: Ring of Fire (Fernsehfilm)
- 2013: Royal Pains (Fernsehserie, 6 Episoden)
- 2014: Chasing Ghosts
- 2014: Abby in the Summer
- 2015: Welcome to Happiness
- 2015: Married (Fernsehserie, Episode 2x01)
- 2015: Getting On – Fiese alte Knochen (Getting On, Fernsehserie, Episode 3x03)
- 2015–2018: Casual (Fernsehserie, 11 Episoden)
- 2016: The Real O’Neals (Fernsehserie, Episode 1x07)
- 2016: Tom & Jerry: Back to Oz (Tom and Jerry: Back to Oz, Stimme)
- 2016: No Pay, Nudity
- 2017: We Bare Bears – Bären wie wir (We Bare Bears, Fernsehserie, Episode 2x25, Stimme)
- 2017: Der Nebel (The Mist, Fernsehserie, 9 Episoden)
- 2018: Young Sheldon (Fernsehserie, Episode 1x10)
- 2018: The Tale – Die Erinnerung (The Tale)
- 2018: Mountain Rest
- 2018–2019: Arrested Development (Fernsehserie, 5 Episoden)
- 2018–2019: Castle Rock (Fernsehserie, 3 Episoden)
- 2019: Joker
- 2019: James vs. His Future Self
- 2020–2022: Dead to Me (Fernsehserie, 6 Episoden)
- 2020: Summer Camp Island (Webserie, Stimme, 3 Episoden)
- 2021: The Power of the Dog
- 2023: Nimona (Stimme von The Director)

## Auszeichnungen und Nominierungen
Emmy
- 2002: Nominierung als beste Hauptdarstellerin in einer Dramaserie für Six Feet Under – Gestorben wird immer
- 2003: Nominierung als beste Hauptdarstellerin in einer Dramaserie für Six Feet Under – Gestorben wird immer
- 2005: Nominierung als beste Hauptdarstellerin in einer Dramaserie für Six Feet Under – Gestorben wird immer
- 2006: Nominierung als beste Hauptdarstellerin in einer Dramaserie für Six Feet Under – Gestorben wird immer

Golden Globe Award
- 2003: Auszeichnung als beste Serien-Hauptdarstellerin – Drama für Six Feet Under – Gestorben wird immer

Screen Actors Guild Award
- 2001: Nominierung für das beste Schauspielensemble in einer Dramaserie für Six Feet Under – Gestorben wird immer
- 2002: Auszeichnung für das beste Schauspielensemble in einer Dramaserie für Six Feet Under – Gestorben wird immer
- 2003: Auszeichnung für das beste Schauspielensemble in einer Dramaserie für Six Feet Under – Gestorben wird immer
- 2003: Auszeichnung als beste Darstellerin in einer Dramaserie für Six Feet Under – Gestorben wird immer
- 2004: Nominierung für das beste Schauspielensemble in einer Dramaserie für Six Feet Under – Gestorben wird immer
- 2005: Nominierung für das beste Schauspielensemble in einer Dramaserie für Six Feet Under – Gestorben wird immer

Saturn Award
- 2012: Nominierung als beste TV-Nebendarstellerin für American Horror Story

Tony Award
- 2000: Nominierung als beste Nebendarstellerin für The Ride Down Mt. Morgan